# Isaac Hempstead-Wright
Isaac Hempstead-Wright, född som Isaac William Hempstead den 9 april 1999 i Faversham i Kent, är en brittisk skådespelare. Han är mest känd för rollen som Bran Stark i TV-serien Game of Thrones.

## Filmografi

### Film
| År   | Titel          | Roll     | Anmärkning |
| ---- | -------------- | -------- | ---------- |
| 2011 | The Awakening  | Tom      |            |
| 2013 | Closed Circuit | Tom Rose |            |
| 2014 | The Boxtrolls  | Eggs     | Röstroll   |

### TV
| År        | Titel           | Roll       | Anmärkning             |
| --------- | --------------- | ---------- | ---------------------- |
| 2011–2019 | Game of Thrones | Bran Stark | Biroll, 41 avsnitt     |
| 2014      | Family Guy      | Aidan      | Avsnitt: "Chap Stewie" |